# Tragon pulcher
Tragon pulcher là một loài bọ cánh cứng trong họ Cerambycidae.